# Agrostophyllum acutum
Agrostophyllum acutum är en orkidéart som beskrevs av Rudolf Schlechter. Agrostophyllum acutum ingår i släktet Agrostophyllum och familjen orkidéer. Inga underarter finns listade i Catalogue of Life.